# Mama Kin
A Mama Kin az amerikai Aerosmith együttes dala, amely az 1973-ban kiadott debütáló albumon szerepelt. A kislemez 1973. január 13-án jelent meg a Columbia gondozásában. A dalt az együttes énekese Steven Tyler írta.

## Története
A számot Steven Tyler írta meg egy akusztikus gitáron, melyet még a dobos Joey Kramer talált a Beacon Streeten. Tyler egy ajtó és az ajtófélfa közé szorította a hangszert, és ott hagyta egy hétig, hadd száradjon. Ezután rárakott négy húrt, majd két Tuinal beszedése után írta meg a dalt, amelynek a lickjét elmondása szerint egy régi Blodwyn Pig dalból merítette. Tyler meg volt róla győződve, hogy ez a dal fogja meghozni neki a hírnevet és gazdagságot, ezért a bal karjára feltetováltatott egy szárnyas szívet, amely alá a MA KIN betűk kerültek.
A dal szövege utal a zenekar akkori turnébuszvezetőjére Mark Lehmannra, akinek tüszőproblémái miatt erősen hullott a haja:
| „ | ”Bald as an egg at eighteen, and workin' for your daddy's a drag. (Tizennyolc vagy és tök kopasz, a faternak melózni kinyuvaszt).” | ” |
| – | |   |

Ezenkívül a szám refrénjében a drogozásra is utalásokat tesznek:
| „ | ”Keepin' touch with Mama Kin. Tell her where you've gone and been. Livin' out your fantasy, Sleeping late and smoking tea. (Mondd el szépen anyunak, ha kisfia elmarad, álmok nyomába ered, délben ébred, s szív füvet).” | ” |
| – | |   |

## Utóélete
A dal rendszeres szereplője az Aerosmith koncerteknek. Az élő változata olyan koncertkiadványokon is hallható, mint a Live! Bootleg, Classics Live, vagy A Little South of Sanity. Ezenkívül az együttes olyan válogatásalbumaira is felkerült, mint a Gems (1988), Pandora's Box (1991), Pandora's Toys (1995), O, Yeah! Ultimate Aerosmith Hits (2002) és a Greatest Hits 1973–1988 (2004).